# Norrköpings FF
Norrköpings FF, i folkmun NFF, var en fotbollsklubb i Norrköping i Östergötland, bildad i maj 1930, sammanslagen 2020 med Hagahöjdens BK i Haga FF.

## Historia
Klubben hette Karlsro IK t.o.m. 1934.
Klubbens hemmaarena är sedan 1995 Monnes IP på Bråvalla F13-området i Norrköping. Tidigare spelade man sina hemmamatcher på nedlagda Karlsro IP.
NFF har haft ungdomsverksamhet, damsektion, ishockey, bandy och hockey-bockey på programmet, men dessa är tyvärr avslutade kapitel i historien. Sista 15 åren var det bara fotboll som bedrevs, och en mindre boulesektion.
Klubbens färger var svart-gul-vit, men den vita färgen på dressen försvann de sista åren.

## Kända spelare
Kända spelare i klubben är Henry Källgren (IFK Norrköping), Curt Lövgren (IFK Norrköping), Crister Andersson (AIK).